# Gare de Pamproux
Gare de Pamproux vasútállomás Franciaországban, Pamproux településen.

## Vasútvonalak
Az állomást az alábbi vasútvonalak érintik:
- Saint-Benoît-La Rochelle-Ville-vasútvonal

## Kapcsolódó állomások
A vasútállomáshoz az alábbi állomások vannak a legközelebb:
- Gare de Rouillé
- Gare de La Mothe-Saint-Héray